# Les Coeurs verts
Les Coeurs verts è un film del 1966 diretto da Édouard Luntz.
È stato presentato in concorso alla 16ª edizione del Festival di Berlino, dove ha ricevuto il premio INTERFILM e una menzione d'onore come miglior film per i giovani.

## Trama
Girato con stile semi-documentaristico con attori per lo più non professionisti, il film segue un gruppo di giovani Blousons Noirs, una banda di greasers di Nanterre nella banlieue parigina. Zim e Jean-Pierre si conoscono in carcere e una volta usciti, in libertà provvisoria tenteranno di superare le dinamiche della banda, trovare un lavoro e stare fuori dai guai.

## Colonna sonora
Due brani della colonna sonora, Scène De Bal 1 e Scène De Bal 2, composti da Serge Gainsbourg e arrangiati da Michel Colombier, sono stati pubblicati su 45 giri dalla Universal e si trovano anche nella raccolta Serge Gainsbourg - Bandes Originales De Films I Vol. 2.

## Distribuzione
Il film è stato proiettato al Festival di Berlino nel giugno 1966 ed è uscito nelle sale francesi il successivo 30 novembre. Negli Stati Uniti è stato distribuito il 18 maggio 1970, con il titolo Naked Hearts.
Nel 2002 è stato di nuovo proiettato alla Berlinale nell'ambito della retrospettiva "European 60s - Revolt, Fantasy & Utopia", dedicata al cinema europeo e agli sconvolgimenti culturali e politici degli anni sessanta.

## Riconoscimenti
- 1966 - Festival internazionale del cinema di Berlino
  - Premio INTERFILM
  - Jugendfilmpreis, menzione d'onore per il miglior lungometraggio